# Avro 529
Die Avro 529 war ein zweimotoriges Doppeldecker-Flugzeug des britischen Herstellers Avro.

## Geschichte
Die 529 entstand in zwei Exemplaren auf Grund eines Auftrags der britischen Admiralität. Gefordert war eine größere und weiter entwickelte 523 Pike in einer Auslegung als Langstreckenbomber. So entstanden zwei unterschiedliche Maschinen, praktisch also zwei Prototypen. Avro hoffte, für eine der Versionen später einen Auftrag für einen Serienbau zu erhalten.
Die Teile der ersten Maschine – als 529 bezeichnet – wurden im Avro-Werk in Manchester gebaut, montiert wurde das Flugzeug im Werk in Hamble. Die Teile der zweiten Maschine – Bezeichnung 529A – konnten in Manchester nicht vollständig gefertigt werden, sondern mussten in Hamble produziert werden, da Avro die Kapazitäten in Manchester für die Produktion der 504K benötigte, das erfolgreichste Flugzeug von Avro zu dieser Zeit.
Im März 1917 startete die 529, ausgestattet mit unverkleideten 190-PS-Rolls-Royce-Falcon-Motoren zu ihrem Erstflug, im Oktober folgte die 529A mit verkleideten 230-PS-B.H.P.-Motoren.
Da die Motoren in beiden Flugzeugen unterschiedlich eingebaut waren, wurden auch bei den Benzinzuleitungen unterschiedliche Wege beschritten. Während bei der 529 ein 140-Gallonen-(ca. 636,5 Liter)-Tank in der Rumpfmitte untergebracht war, war bei der 529A in jeder Motorgondel ein 50-Gallonen-(ca. 227,3 Liter)-Tank installiert. Fahrtwindgetriebene Pumpen sorgten bei der 529A dafür, dass der Treibstoff in 10-Gallonen-(ca. 45,5 Liter)-Tanks über den Motoren befördert und von dort nach dem Fallstromprinzip den Vergasern zugeführt wurde.
An den Plätzen für Bug- und Heckschützen wurden Lewis-MGs auf Ringlafetten angebracht, beim Heckschützen wurde eine Notvorrichtung installiert, mit der er auch das Bug-MG bei Ausfall des Bugschützen bedienen konnte. Am Platz des Bugschützen, der auch als Bombenschütze fungieren sollte, war ein Sprechrohr angebracht, das eine einfache Kommunikation mit dem Piloten beim Anflug der Bombenziele ermöglichen sollte.
Abgesehen von der schwachen Steiggeschwindigkeit war man mit den Flugleistungen der stärker motorisierten 529A zufrieden, jedoch kam letztendlich kein Vertrag hinsichtlich einer Serienfertigung zustande.
Auf Grund eines Ruderversagens bei einem Testflug stürzte die 529A am 11. November 1917 ab, die 529 trat zuletzt am 19. Januar 1918 bei einem Vergleichsflug gegen die größere und stärkere Blackburn Kangaroo in Erscheinung.

## Aufbau
Die Avro 529 war ein dreistieliger Doppeldecker mit ungestaffelten, faltbaren Tragflächen und Querrudern an allen vier Flächen. Seiten- und Höhenleitwerk waren mit dem Rumpf verspannt. Das Fahrwerk bestand aus einem starren zweirädrigen Hauptfahrwerk und einem starren Hecksporn. Die Motoren waren an den unteren Tragflächen angebracht.

## Technische Daten
| Kenngröße             | Daten Avro 529                                          | Daten Avro 529A                                                                    |
| --------------------- | ------------------------------------------------------- | ---------------------------------------------------------------------------------- |
| Besatzung             | drei (ein Pilot, zwei Bordschützen)                     | drei (ein Pilot, zwei Bordschützen)                                                |
| Länge                 | 12,09 m                                                 | 12,09 m                                                                            |
| Höhe                  | 3,96 m                                                  | 3,96 m                                                                             |
| Flügelspannweite      | 19,2 m                                                  | 19,53 m                                                                            |
| Flügelfläche          | 85,73 m²                                                | 84,57 m²                                                                           |
| Leermasse             | 2148 kg                                                 | 1978 kg                                                                            |
| max. Startmasse       | 2862 kg                                                 | 3236 kg                                                                            |
| Antrieb               | zwei Rolls-Royce-Falcon-Motoren, je 190 PS (ca. 140 kW) | zwei B.H.P-Motoren, je 230 PS (ca. 170 kW)                                         |
| Höchstgeschwindigkeit | 153 km/h                                                | 187 km/h                                                                           |
| Steigrate             | 11:25 min auf 6.500 ft (ca. 1.980 m)                    | 7 min auf 5.000 ft (ca. 1.520 m)                                                   |
| Bewaffnung            | zwei Lewis MGs                                          | zwei Lewis-MGs, Vorrichtung zur Befestigung von 20 × 50 lb (23 kg) Bomben im Rumpf |